# Vörösfarkú hantmadár
A vörösfarkú hantmadár (Oenanthe chrysopygia) a madarak osztályának a verébalakúak (Passeriformes) rendjéhez és a  légykapófélék (Muscicapidae) családjához tartozó faj.

## Rendszerezése
A fajt Filippo De Filippi olasz zoológus írta le 1863-ban, a Dromolaea nembe Dromolaea chrysopygia néven.

## Előfordulása
Afganisztán, Azerbajdzsán, Bahrein, az Egyesült Arab Emírségek, Grúzia, India, Irán, Irak, Izrael, Jemen, Katar, Kuvait, Nepál, Omán, Örményország, Pakisztán, Szaúd-Arábia, Tádzsikisztán, Törökország, Türkmenisztán és Üzbegisztán területén honos.
Természetes élőhelyei a szubtrópusi vagy trópusi cserjések és füves puszták, folyók és patakok környékén, sziklás környezetben, valamint szántóföldek és legelők. Vonuló faj.

## Megjelenése
Átlagos testhossza 14,5 centiméter, testtömege 18–29 gramm.

## Életmódja
Gerinctelenekkel, főként hangyákkal és bogarakkal táplálkozik, de növényi anyagokat is fogyaszt.

## Természetvédelmi helyzete
Az elterjedési területe nagyon nagy, egyedszáma 12,000-40,000 példány közötti és stabil. A Természetvédelmi Világszövetség Vörös listáján nem fenyegetett fajként szerepel.